# Ceroma victoriae
Ceroma victoriae es una especie de arácnido  del orden Solifugae de la familia Ceromidae.

## Distribución geográfica
Se encuentra en Uganda.